# Svartkronad vävare
Svartkronad vävare (Pseudonigrita cabanisi) är en fågel i familjen vävare inom ordningen tättingar.

## Utseende och läte
Svartkronad vävare är en liten och knubbig vävare med svart hjässa, brun rygg, vit undersida och svarta sidor. Vidare har den vitaktig näbb och rött öga. Lätena är metalliskt gnisslande, ofta avgivna i kör.

## Utbredning och systematik
Fågeln förekommer från Etiopien till sydvästra Somalia, Kenya och nordöstra Tanzania. Den behandlas som monotypisk, det vill säga att den inte delas in i några underarter.

## Levnadssätt
Svartkronad vävare hittas i torr törnsvann, vanligen i flockar och ibland nära gråkronad vävare. Arten häckar i kolonier.

## Status
Arten har ett stort utbredningsområde och beståndet anses vara stabilt. Internationella naturvårdsunionen IUCN listar den därför som livskraftig (LC).

## Namn
Fågelns vetenskapliga artnamn hedrar Jean Louis Cabanis (1816-1906), tysk ornitolog som grundade Journal für Ornithologie 1853.